# まねきねこ不動産
『まねきねこ不動産』（まねきねこふどうさん）は、空乃さかなによる日本の漫画作品。
当初は『メイ・ファミリア』（少年画報社）で連載されていたが、同誌の休刊と共に『ねこぱんち』（同）に移行した。2014年、『ねこぱんち』95号で100話を迎えた。2021年7月発売の『ねこぱんち 夏物語号』にて完結。完結後、『ねこぱんち ひるね猫号』に番外編が掲載された。
宮城県仙台市にある不動産会社『亜徳不動産』の社員や顧客など、個性あふれる面々の日常を描いている。

## 登場人物
クリ太
夜逃げした家賃滞納者の飼い主に置き去りにされ、亜徳不動産に入社をした。ペット可物件のお客を招き入れている。実は血統書つきのペルシャ猫。
名前の由来は、家賃滞納者の元飼い主の名前。元の名前は「アラン」と言うらしいが、その名前にはいい思い出が無いらしい。
明るく人懐っこい頑張り屋な性格で、仕事熱心。その熱心ぶりは消化不良で病気になってでもやり続けたほど。元飼い主には態度が悪い。毛色はカラー版だと灰色だが、絵が漫画版だと目の錯覚で茶色だと思わせる。鳴き声は「ナーオ」。
松本まつり
仙台市の亜徳不動産社員。ペットと暮らしたい人のためにペット可物件を探してくれる。こう見えてかなりの怪力。
亜徳龍二
亜徳不動産社長。人相と亜徳（あとく）という名字から悪徳（あくとく）と呼ばれることもある。
小さい頃からのトラウマで鳥が苦手。

## 書誌情報
- 空乃さかな 『まねきねこ不動産』 少年画報社〈ねこぱんちコミックス〉、全8巻
  1. 2009年1月27日発行（1月13日発売[4]）、ISBN 978-4-7859-3090-5
  2. 2011年9月25日発行（9月12日発売[5]）、ISBN 978-4-7859-3698-3
  3. 2013年7月30日発行（7月16日発売[6]）、ISBN 978-4-7859-5087-3
  4. 2014年8月25日発行（8月11日発売[7]）、ISBN 978-4-7859-5357-7
  5. 2015年11月30日発行（11月16日発売[8]）、ISBN 978-4-7859-5659-2
  6. 2017年3月13日発売[9]、ISBN 978-4-7859-5976-0
  7. 2020年2月17日発売[10]、ISBN 978-4-7859-6608-9
  8. 2021年8月16日発売[11]、ISBN 978-4-7859-6974-5